# Singa semiatra
Singa semiatra là một loài nhện trong họ Araneidae.
Loài này thuộc chi Singa. Singa semiatra được Ludwig Carl Christian Koch miêu tả năm 1867.